# Bertalan apostol

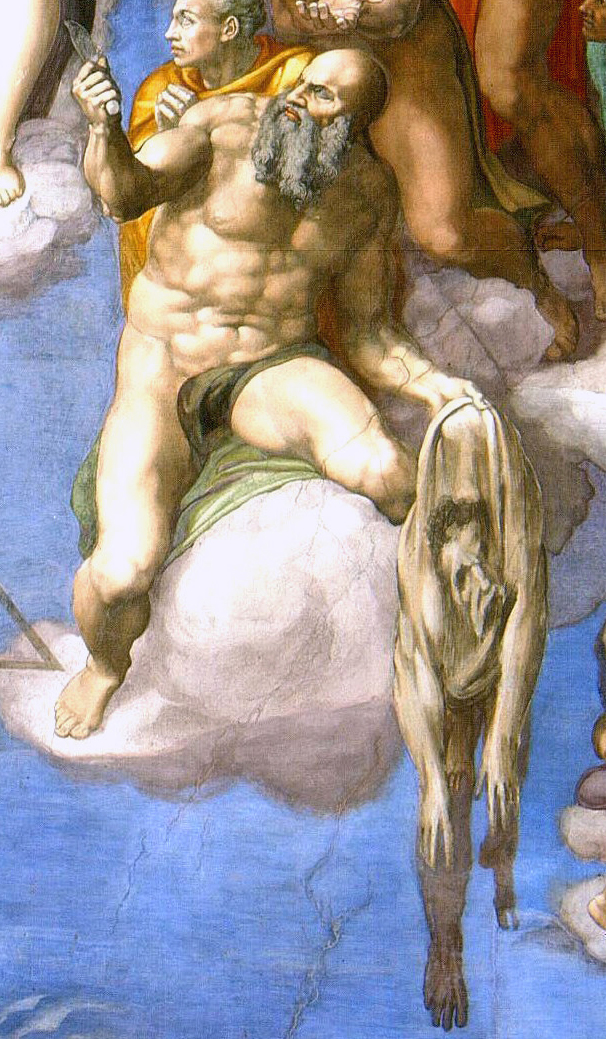
Szent Bertalan; Michelangelo: Utolsó ítélet (részlet) a Sixtus-kápolna oltárfalán, Róma, (1535-1541). Az apostol a saját bőrét tartja. Erre a bőrre Michelangelo az önarcképét festette meg

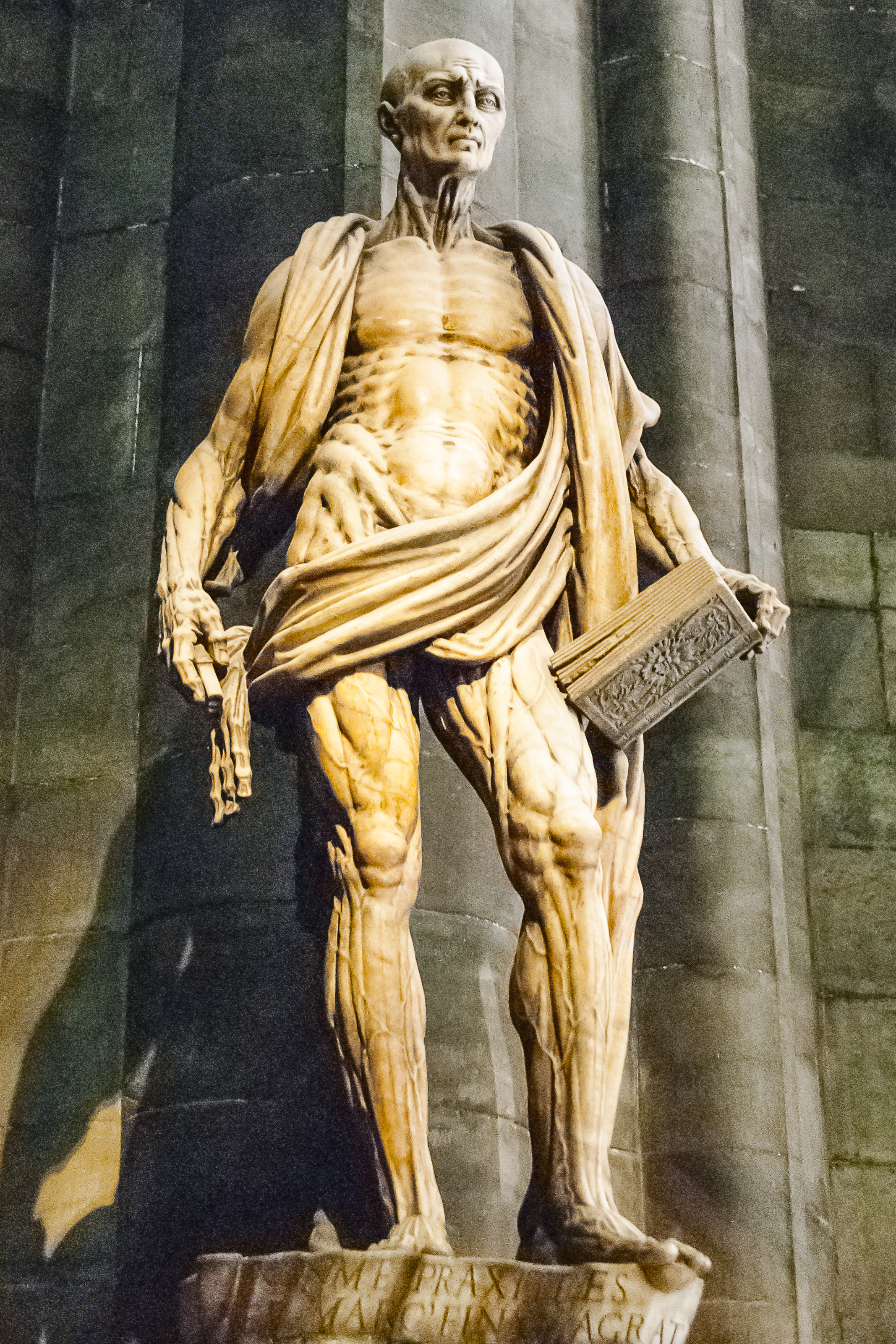
Bertalan apostol szobra a milánói dómban

Bertalan apostol vagy Szent Bertalan (? – kb. 60)  Jézus tanítványainak, a tizenkét apostolnak egyike. Őt János evangéliumában Nátánelnek nevezik, aminek jelentése: Isten adta, arámiul (Bar-Talmaj) pedig azt jelenti a név: Talmai fia. Az Újszövetség alig mond valamit róla. Az apostolt a keresztény hagyomány ördögűzőként tartja számon.

## Élete
Apokrif iratok és az Arany legenda tudósítása szerint Bertalan előbb Itáliában, majd Örményországban hirdette az evangéliumot. Az utóbbi helyen lett Krisztus vértanúja, mégpedig úgy, hogy megnyúzták, majd lefejezték 60 körül.
Bertalan apostol ereklyéi a 6. században kerültek Lipari szigetére. 983-ban II. Ottó német-római császár Beneventóból Rómába vitette az ereklyéket, ahol a Tiberis-szigeten templomot épített az apostol tiszteletére. E szigeten a pogány Rómában a gyógyítás istenségének, Aesculapiusnak volt a szentélye, a keresztény Rómában pedig Bertalan lett a gyógyítások égi pártfogója.

## Legendája
Fülöp és Nátánel meghívása. Másnap, mikor Galileába akart menni, találkozott Fülöppel. »Kövess engem«, mondta neki Jézus. Fülöp Betszaidából származott, András és Péter városából. Fülöp találkozott Nátánáellel és közölte vele: »Megtaláltuk azt, akiről Mózes törvényében és a prófétáknál szó van: a názáreti Jézust, József fiát.« »Jöhet valami jó Názáretből?« kérdezte Nátánáel. »Jöjj, nézd meg«, felelte Fülöp. Mikor Jézus látta, hogy Nátánáel közeledik hozzá, így szólt: »Nézzétek, ez egy igaz izraelita! Nincs benne kétszínűség!«
A keresztény hagyomány szerint elevenen megnyúzva szenvedett vértanúhalált (Marsyas christianus). Ez a mozzanat magyarázza, hogy a régi céhvilágban a szegedi szűcsök védőszentjüknek választották. Ő volt a patrónusa a bőrrel dolgozó jászberényi csizmadiacéhnek is.
Bertalan vértanúságára utal az a jellemző pécsi monda is, amely a városhoz tartozó gyükési szőlők között emelkedő barokk Bertalan-kápolnához fűződik. Az itt buzgólkodó remeték a török elől a Mecsek erdőségeibe menekültek. Bertalan barát azonban a helyén maradt, és a kápolna kincseit egy közeli barlangba rejtette el. A törökök követelték rajta a kincseket. Ő azonban a rettenetes kínzások ellenére sem árulta el, hol vannak. Lekísérték a hegyről és egy présház mellett elevenen megnyúzták, bőrét karjára vetették, és most már megengedték neki, hogy visszamenjen a kápolnához. Amikor azonban odaért, összeesett és meghalt. A törökök ennek láttán annyira megrémültek, hogy még a tájára sem mertek menni többé a kápolnának. Világos, hogy a monda képződését az apostol kápolnabeli képe ihlette és adott neki sajátos pécsi színezetet.

## Művészet
A Sixtus-kápolna oltárfalán Michelangelo úgy ábrázolja Szent Bertalant az Utolsó ítélet című képen, hogy egyik kezében kést, a másikban a tulajdon bőrét tartja (a bőrön Michelangelo képmása).

## Szent Bertalan napja
A középkori naptárakban a 9. század óta június 24-én vagy augusztus 25-én említik az ünnepét. 1568-ban vették fel a római naptárba, augusztus 24-ére. A görögkatolikus egyház viszont június 11-én ünnepli.

## Neve alatt fennmaradt iratok
- András és Bertalan apostolok cselekedetei a párthusok között
- Bertalan evangéliuma
- Jézus Krisztus feltámadása Bertalantól
- Bertalan kérdései
- Bertalan apokalipszise